# Ha Han-sol
Ha Han-sol (koreanisch 하한솔; * 24. November 1993) ist ein südkoreanischer Säbelfechter.

## Erfolge
Ha Han-sol gewann 2019 seine ersten internationalen Medaillen. So wurde er mit der Mannschaft Asienmeister in Tokio sowie Weltmeister in Budapest. Zudem sicherte er sich bei den Asienmeisterschaften auch im Einzel mit Bronze eine Medaille.